# Sadowe (rejon biłozerski)
Sadowe (ukr. Садове) – wieś na południu Ukrainy, w obwodzie chersońskim, w rejonie biłozerskim. Położona na prawym brzegu rzeki Ingulec, bezpośrednio przy jej ujściu do Dniepru. Miejscowość liczy 1 396 mieszkańców.

## Historia
Wieś założona jako Faliejewka w 8 czerwca 1780 roku jako własność radcy nadwornego pułkownika Faliejewa, po 1792 roku własność rzeczywistego tajnego radcy hrabiego Komstadiusa. W 1795 odnotowano tutaj 20 domostw zamieszkanych przez 44 mężczyzn i 24 kobiety.